# Hipódromo de Służewiec
El Hipódromo de Służewiec (en polaco: Tor wyścigów konnych Służewiec) es el recinto de Varsovia, Polonia usado para el desarrollo de carreras de caballos, que se encuentra al sur de la ciudad en el distrito de Ursynów-Służewiec. El complejo, que consta de numerosos establos y edificios de viviendas, una pista de entrenamiento de arena y una pista de carreras de hierba con varias gradas, se completó en 1939 y fue considerado una obra maestra arquitectónica. La estructura junto a las de Sopot y Wroclaw son las pistas de carreras de caballos más importantes de Polonia. Es considerada la más grande de ese país.